# Pollung (plaats)
Pollung is een bestuurslaag in het regentschap Humbang Hasundutan van de provincie Noord-Sumatra, Indonesië. Pollung telt 1460 inwoners (volkstelling 2010).